# 乔帕尔
乔帕尔（Chaupal），是印度喜马偕尔邦Shimla县的一个城镇。总人口1507（2001年）。

## 人口
该地2001年总人口1507人，其中男性878人，女性629人；0—6岁人口190人，其中男99人，女91人；识字率76.97%，其中男性为79.95%，女性为72.81%。